# Verdrag van Bromberg

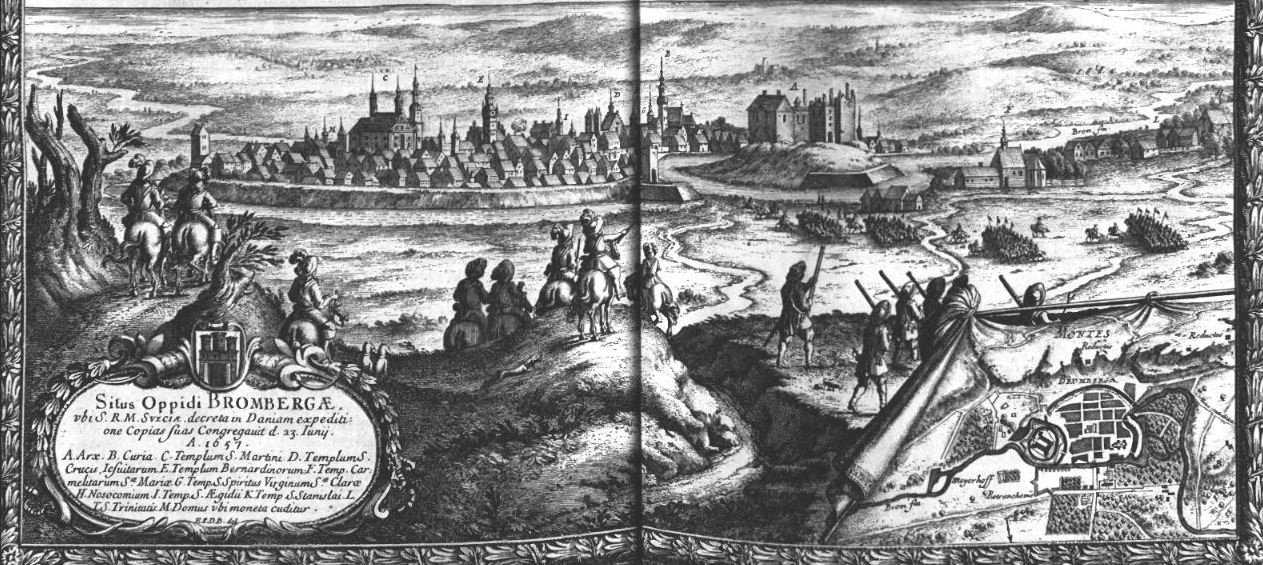
Bromberg in 1657.

Het Verdrag van Bromberg werd op 6 november 1657 gesloten in Bromberg tussen Frederik Willem I, de keurvorst van Brandenburg-Pruisen en de Poolse koning Jan II Casimir. Het verdrag ratificeerde de bepalingen die opgenomen waren in het Verdrag van Wehlau van 19 september 1657. 
In het verdrag werd het volgende bepaald
- eeuwige alliantie tussen beide heersers.
- Brandenburg-Pruisen kreeg Lauenburg en Bütow als erfelijk leengoed.
- Brandenburg-Pruisen kreeg de Starostei Draheim als pandbezit tegen betaling van een pandsom.
- in het geval dat de Brandenburgs-Pruisische mannelijke linie van het huis Hohenzollern zou uitsterven zou het hertogdom Pruisen terug onder het koninkrijk Polen vallen.